# 帆鱿属
帆鱿属（Histioteuthis）是鱿鱼的一个属，也是帆鱿科唯一的成员。普遍称它为斜眼鱿鱼，因为所有鱿鱼物种的右眼都是正常大小的，圆的，蓝色的，凹陷的。然而它左眼的直径至少是右眼的两倍，并且是管状的，黄绿色的，面朝上，从头部凸出。